# Opisogonia diffissata
Opisogonia diffissata är en fjärilsart som beskrevs av Felder 1874. Opisogonia diffissata ingår i släktet Opisogonia och familjen mätare. Inga underarter finns listade i Catalogue of Life.